# Liste der Stolpersteine in Rodenäs
Die Liste der Stolpersteine in Rodenäs enthält alle Stolpersteine, die im Rahmen des gleichnamigen Kunst-Projekts von Gunter Demnig in Rodenäs verlegt wurden. Mit ihnen soll der Opfer des Nationalsozialismus gedacht werden.

## Verlegte Stolpersteine
| Adresse                                        | Verlege- datum | Person, Inschrift                                                                                        | Bild | Anmerkung |
| ---------------------------------------------- | -------------- | --- | ---- | --- |
| Rodenäs (Lage siehe Hinweis rechts) Oder hier: | 30. Juli 2009  | Hier wohnte Hans Hugo Schnack Jg. 1895 eingewiesen 1944 Heilanstalt Meseritz-Obrawalde ermordet 8.6.1944 |      | Lage: Gegenüber von Grundstück „Ophusum 1“ an der Landstraße in Richtung Zollhaus/Dänemark befindet sich die Einfahrt zu einer Wiesenfläche. Hier stand früher das Haus, das Hans Hugo Schnack mit seiner Familie bewohnte. Da der Stolperstein in den Randbereich der Straße eingelassen ist, wurde er vermutlich durch Überfahren beschädigt. Die Gemeinde Rodenäs bemüht sich um Besserung der Umstände. |

## Umstände
Hans Hugo Schnack äußerte sich seit Anfang der 1930er Jahre kritisch zum Nationalsozialismus und hat deshalb schon 1933 vor Gericht gestanden. Der fünffache Familienvater wurde um 1942 wegen „geistiger Verwirrung“, weil er keine Ruhe gab also, nach Schleswig in die Nervenheilanstalt eingewiesen. Er floh nach etwa zwei Jahren mit dem Ziel Schweiz, wurde allerdings an der Mosel aufgegriffen und in die Nervenheilanstalt Meseritz-Obrawalde verbracht, wo er mit einer Injektion ermordet wurde. Die verabreichende Schwester und die Oberärztin wurden nach dem Krieg wegen über hundertfachen Mordes hingerichtet.